# Distretto di Kitaazumi
Il distretto di Kitaazumi (北安曇郡, Kitaazumi-gun?) è uno dei distretti della prefettura di Nagano, in Giappone.
Attualmente fanno parte del distretto i comuni di Hakuba, Ikeda, Matsukawa e Otari.